# Tournoi de Londres de rugby à sept 2015
Navigation
2014 2016
Le Tournoi de Londres de rugby à sept 2015 est la neuvième et dernière étape de la saison 2014-2015 de l'IRB Sevens World Series. Elle se déroule sur deux jours les 16,  et 17 mai 2015 au stade de Twickenham de Londres en Angleterre. Vainqueur inédit dans l'histoire des sevens world series, l'équipe des États-Unis gagne le tournoi en battant en finale l'équipe d'Australie sur le score de 45 à 22. Le bon résultat de l'équipe des Fidji lors de cette étape lui permet de gagner le titre de champion, leur deuxième depuis 2006,.

## Équipes participantes
Seize équipes participent au tournoi (quinze équipes permanentes plus une invitée) :
- Afrique du Sud
- Angleterre
- Argentine
- Australie
- Canada
- Écosse
- États-Unis
- France
- Fidji
- Pays de Galles
- Japon
- Kenya
- Nouvelle-Zélande
- Portugal
- Samoa
- Brésil (invitée)

## Phase de poules

### Poule A
| Rang | Pays      | J | V | N | D | Pm | Pe | Diff | Pts |
| ---- | --------- | - | - | - | - | -- | -- | ---- | --- |
| 1    | Fidji     | 3 | 3 | 0 | 0 | 81 | 45 | +36  | 9   |
| 2    | Canada    | 3 | 2 | 0 | 1 | 57 | 50 | +7   | 7   |
| 3    | Samoa     | 3 | 1 | 0 | 2 | 45 | 53 | -8   | 5   |
| 4    | Argentine | 3 | 0 | 0 | 3 | 34 | 69 | -35  | 3   |

| 16 mai 2015 10 h 06 UTC±00:00 | Fidji | 24 - 19 | Argentine | Stade de Twickenham , Londres |
| 16 mai 2015 10 h 06 UTC±00:00 |       |         |           | Stade de Twickenham , Londres |
| 16 mai 2015 10 h 06 UTC±00:00 |       |         |           | Stade de Twickenham , Londres |

| 16 mai 2015 9 h 44 UTC±00:00 | Canada | 17 - 14 | Samoa | Stade de Twickenham , Londres |
| 16 mai 2015 9 h 44 UTC±00:00 |        |         |       | Stade de Twickenham , Londres |
| 16 mai 2015 9 h 44 UTC±00:00 |        |         |       | Stade de Twickenham , Londres |

| 16 mai 2015 13 h 12 UTC±00:00 | Fidji | 26 - 12 | Samoa | Stade de Twickenham , Londres |
| 16 mai 2015 13 h 12 UTC±00:00 |       |         |       | Stade de Twickenham , Londres |
| 16 mai 2015 13 h 12 UTC±00:00 |       |         |       | Stade de Twickenham , Londres |

| 16 mai 2015 12 h 50 UTC±00:00 | Canada | 26 - 5 | Argentine | Stade de Twickenham , Londres |
| 16 mai 2015 12 h 50 UTC±00:00 |        |        |           | Stade de Twickenham , Londres |
| 16 mai 2015 12 h 50 UTC±00:00 |        |        |           | Stade de Twickenham , Londres |

| 16 mai 2015 16 h 18 UTC±00:00 | Fidji | 31 - 14 | Canada | Stade de Twickenham , Londres |
| 16 mai 2015 16 h 18 UTC±00:00 |       |         |        | Stade de Twickenham , Londres |
| 16 mai 2015 16 h 18 UTC±00:00 |       |         |        | Stade de Twickenham , Londres |

| 16 mai 2015 15 h 56 UTC±00:00 | Argentine | 10 - 19 | Samoa | Stade de Twickenham , Londres |
| 16 mai 2015 15 h 56 UTC±00:00 |           |         |       | Stade de Twickenham , Londres |
| 16 mai 2015 15 h 56 UTC±00:00 |           |         |       | Stade de Twickenham , Londres |

### Poule B
| Rang | Pays             | J | V | N | D | Pm | Pe | Diff | Pts |
| ---- | ---------------- | - | - | - | - | -- | -- | ---- | --- |
| 1    | Nouvelle-Zélande | 3 | 3 | 0 | 0 | 88 | 24 | +64  | 9   |
| 2    | Australie        | 3 | 2 | 0 | 1 | 70 | 38 | +32  | 7   |
| 3    | Pays de Galles   | 3 | 1 | 0 | 2 | 38 | 78 | -40  | 6   |
| 4    | Japon            | 3 | 0 | 0 | 3 | 35 | 91 | -56  | 3   |

| 16 mai 2015 10 h 50 UTC±00:00 | Nouvelle-Zélande | 38 - 0 | Pays de Galles | Stade de Twickenham , Londres |
| 16 mai 2015 10 h 50 UTC±00:00 |                  |        |                | Stade de Twickenham , Londres |
| 16 mai 2015 10 h 50 UTC±00:00 |                  |        |                | Stade de Twickenham , Londres |

| 16 mai 2015 10 h 28 UTC±00:00 | Australie | 41 - 0 | Japon | Stade de Twickenham , Londres |
| 16 mai 2015 10 h 28 UTC±00:00 |           |        |       | Stade de Twickenham , Londres |
| 16 mai 2015 10 h 28 UTC±00:00 |           |        |       | Stade de Twickenham , Londres |

| 16 mai 2015 13 h 56 UTC±00:00 | Nouvelle-Zélande | 26 - 14 | Japon | Stade de Twickenham , Londres |
| 16 mai 2015 13 h 56 UTC±00:00 |                  |         |       | Stade de Twickenham , Londres |
| 16 mai 2015 13 h 56 UTC±00:00 |                  |         |       | Stade de Twickenham , Londres |

| 16 mai 2015 13 h 34 UTC±00:00 | Australie | 19 - 14 | Pays de Galles | Stade de Twickenham , Londres |
| 16 mai 2015 13 h 34 UTC±00:00 |           |         |                | Stade de Twickenham , Londres |
| 16 mai 2015 13 h 34 UTC±00:00 |           |         |                | Stade de Twickenham , Londres |

| 16 mai 2015 17 h 02 UTC±00:00 | Nouvelle-Zélande | 26 - 10 | Australie | Stade de Twickenham , Londres |
| 16 mai 2015 17 h 02 UTC±00:00 |                  |         |           | Stade de Twickenham , Londres |
| 16 mai 2015 17 h 02 UTC±00:00 |                  |         |           | Stade de Twickenham , Londres |

| 16 mai 2015 16 h 40 UTC±00:00 | Pays de Galles | 24 - 21 | Japon | Stade de Twickenham , Londres |
| 16 mai 2015 16 h 40 UTC±00:00 |                |         |       | Stade de Twickenham , Londres |
| 16 mai 2015 16 h 40 UTC±00:00 |                |         |       | Stade de Twickenham , Londres |

### Poule C
| Rang | Pays       | J | V | N | D | Pm  | Pe | Diff | Pts |
| ---- | ---------- | - | - | - | - | --- | -- | ---- | --- |
| 1    | Écosse     | 3 | 3 | 0 | 0 | 67  | 45 | +22  | 9   |
| 2    | Angleterre | 3 | 2 | 0 | 1 | 115 | 29 | +86  | 7   |
| 3    | Kenya      | 3 | 1 | 0 | 2 | 31  | 80 | -49  | 5   |
| 4    | Brésil     | 3 | 0 | 0 | 3 | 35  | 94 | -59  | 3   |

| 16 mai 2015 11 h 34 UTC±00:00 | Angleterre | 40 - 0 | Kenya | Stade de Twickenham , Londres |
| 16 mai 2015 11 h 34 UTC±00:00 |            |        |       | Stade de Twickenham , Londres |
| 16 mai 2015 11 h 34 UTC±00:00 |            |        |       | Stade de Twickenham , Londres |

| 16 mai 2015 11 h 12 UTC±00:00 | Écosse | 19 - 14 | Brésil | Stade de Twickenham , Londres |
| 16 mai 2015 11 h 12 UTC±00:00 |        |         |        | Stade de Twickenham , Londres |
| 16 mai 2015 11 h 12 UTC±00:00 |        |         |        | Stade de Twickenham , Londres |

| 16 mai 2015 14 h 40 UTC±00:00 | Angleterre | 56 - 7 | Brésil | Stade de Twickenham , Londres |
| 16 mai 2015 14 h 40 UTC±00:00 |            |        |        | Stade de Twickenham , Londres |
| 16 mai 2015 14 h 40 UTC±00:00 |            |        |        | Stade de Twickenham , Londres |

| 16 mai 2015 14 h 18 UTC±00:00 | Écosse | 26 - 12 | Kenya | Stade de Twickenham , Londres |
| 16 mai 2015 14 h 18 UTC±00:00 |        |         |       | Stade de Twickenham , Londres |
| 16 mai 2015 14 h 18 UTC±00:00 |        |         |       | Stade de Twickenham , Londres |

| 16 mai 2015 17 h 46 UTC±00:00 | Angleterre | 19 - 22 | Écosse | Stade de Twickenham , Londres |
| 16 mai 2015 17 h 46 UTC±00:00 |            |         |        | Stade de Twickenham , Londres |
| 16 mai 2015 17 h 46 UTC±00:00 |            |         |        | Stade de Twickenham , Londres |

| 16 mai 2015 17 h 24 UTC±00:00 | Kenya | 19 - 14 | Brésil | Stade de Twickenham , Londres |
| 16 mai 2015 17 h 24 UTC±00:00 |       |         |        | Stade de Twickenham , Londres |
| 16 mai 2015 17 h 24 UTC±00:00 |       |         |        | Stade de Twickenham , Londres |

### Poule D
| Rang | Pays           | J | V | N | D | Pm | Pe | Diff | Pts |
| ---- | -------------- | - | - | - | - | -- | -- | ---- | --- |
| 1    | États-Unis     | 3 | 3 | 0 | 0 | 73 | 43 | +30  | 9   |
| 2    | Afrique du Sud | 3 | 2 | 0 | 1 | 59 | 28 | +31  | 7   |
| 3    | France         | 3 | 1 | 0 | 2 | 52 | 71 | -19  | 5   |
| 4    | Portugal       | 3 | 0 | 0 | 3 | 31 | 73 | -42  | 3   |

| 16 mai 2015 9 h 22 UTC±00:00 | États-Unis | 24 - 19 | France | Stade de Twickenham , Londres |
| 16 mai 2015 9 h 22 UTC±00:00 |            |         |        | Stade de Twickenham , Londres |
| 16 mai 2015 9 h 22 UTC±00:00 |            |         |        | Stade de Twickenham , Londres |

| 16 mai 2015 9 h 00 UTC±00:00 | Afrique du Sud | 19 - 0 | Portugal | Stade de Twickenham , Londres |
| 16 mai 2015 9 h 00 UTC±00:00 |                |        |          | Stade de Twickenham , Londres |
| 16 mai 2015 9 h 00 UTC±00:00 |                |        |          | Stade de Twickenham , Londres |

| 16 mai 2015 12 h 28 UTC±00:00 | États-Unis | 28 - 12 | Portugal | Stade de Twickenham , Londres |
| 16 mai 2015 12 h 28 UTC±00:00 |            |         |          | Stade de Twickenham , Londres |
| 16 mai 2015 12 h 28 UTC±00:00 |            |         |          | Stade de Twickenham , Londres |

| 16 mai 2015 12 h 06 UTC±00:00 | Afrique du Sud | 28 - 7 | France | Stade de Twickenham , Londres |
| 16 mai 2015 12 h 06 UTC±00:00 |                |        |        | Stade de Twickenham , Londres |
| 16 mai 2015 12 h 06 UTC±00:00 |                |        |        | Stade de Twickenham , Londres |

| 16 mai 2015 15 h 34 UTC±00:00 | États-Unis | 21 - 12 | Afrique du Sud | Stade de Twickenham , Londres |
| 16 mai 2015 15 h 34 UTC±00:00 |            |         |                | Stade de Twickenham , Londres |
| 16 mai 2015 15 h 34 UTC±00:00 |            |         |                | Stade de Twickenham , Londres |

| 16 mai 2015 15 h 12 UTC±00:00 | France | 26 - 19 | Portugal | Stade de Twickenham , Londres |
| 16 mai 2015 15 h 12 UTC±00:00 |        |         |          | Stade de Twickenham , Londres |
| 16 mai 2015 15 h 12 UTC±00:00 |        |         |          | Stade de Twickenham , Londres |

## Phase finale
Résultats de la phase finale. Première victoire des États-Unis en Cup.

### Tournois principaux

#### Cup
|  | Quarts de finale                | Quarts de finale                |                                 |                                 | Demi-finales                    | Demi-finales                    |    |  | Finale                          | Finale                          |
|  | Quarts de finale                | Quarts de finale                |                                 |                                 | Demi-finales                    | Demi-finales                    |    |  | Finale                          | Finale                          |
|  |                                 |                                 |                                 |                                 |                                 |                                 |    |  |                                 |                                 |
|  | 17 mai 2015 - 10 h 28 UTC±00:00 | 17 mai 2015 - 10 h 28 UTC±00:00 |                                 |                                 | 17 mai 2015 - 14 h 18 UTC±00:00 | 17 mai 2015 - 14 h 18 UTC±00:00 |    |  | 17 mai 2015 - 17 h 27 UTC±00:00 | 17 mai 2015 - 17 h 27 UTC±00:00 |
|  | 17 mai 2015 - 10 h 28 UTC±00:00 | 17 mai 2015 - 10 h 28 UTC±00:00 |                                 |                                 | 17 mai 2015 - 14 h 18 UTC±00:00 | 17 mai 2015 - 14 h 18 UTC±00:00 |    |  | 17 mai 2015 - 17 h 27 UTC±00:00 | 17 mai 2015 - 17 h 27 UTC±00:00 |
|  | Fidji                           | 19                              |                                 |                                 | 17 mai 2015 - 14 h 18 UTC±00:00 | 17 mai 2015 - 14 h 18 UTC±00:00 |    |  | 17 mai 2015 - 17 h 27 UTC±00:00 | 17 mai 2015 - 17 h 27 UTC±00:00 |
|  | Fidji                           | 19                              |                                 |                                 | 17 mai 2015 - 14 h 18 UTC±00:00 | 17 mai 2015 - 14 h 18 UTC±00:00 |    |  | 17 mai 2015 - 17 h 27 UTC±00:00 | 17 mai 2015 - 17 h 27 UTC±00:00 |
|  | Afrique du Sud                  | 7                               |                                 |                                 | 17 mai 2015 - 14 h 18 UTC±00:00 | 17 mai 2015 - 14 h 18 UTC±00:00 |    |  | 17 mai 2015 - 17 h 27 UTC±00:00 | 17 mai 2015 - 17 h 27 UTC±00:00 |
|  | Afrique du Sud                  | 7                               | Fidji                           | 7                               |                                 |                                 |    |  | 17 mai 2015 - 17 h 27 UTC±00:00 | 17 mai 2015 - 17 h 27 UTC±00:00 |
|  | 17 mai 2015 - 10 h 50 UTC±00:00 |                                 | Fidji                           | 7                               |                                 |                                 |    |  | 17 mai 2015 - 17 h 27 UTC±00:00 | 17 mai 2015 - 17 h 27 UTC±00:00 |
|  |                                 | Australie                       | 33                              |                                 |                                 |                                 |    |  | 17 mai 2015 - 17 h 27 UTC±00:00 | 17 mai 2015 - 17 h 27 UTC±00:00 |
|  | Écosse                          | Australie                       | 33                              | 19                              |                                 |                                 |    |  | 17 mai 2015 - 17 h 27 UTC±00:00 | 17 mai 2015 - 17 h 27 UTC±00:00 |
|  | Écosse                          |                                 |                                 | 19                              |                                 |                                 |    |  | 17 mai 2015 - 17 h 27 UTC±00:00 | 17 mai 2015 - 17 h 27 UTC±00:00 |
|  | Australie                       | 31                              |                                 |                                 |                                 |                                 |    |  | 17 mai 2015 - 17 h 27 UTC±00:00 | 17 mai 2015 - 17 h 27 UTC±00:00 |
|  | Australie                       | 31                              | Australie                       | 22                              |                                 |                                 |    |  |                                 |                                 |
|  | 17 mai 2015 - 11 h 12 UTC±00:00 |                                 | Australie                       | 22                              |                                 |                                 |    |  |                                 |                                 |
|  |                                 | États-Unis                      | 45                              |                                 |                                 |                                 |    |  |                                 |                                 |
|  | États-Unis                      | États-Unis                      | 45                              | 29                              |                                 |                                 |    |  |                                 |                                 |
|  | États-Unis                      | 17 mai 2015 - 14 h 40 UTC±00:00 |                                 | 29                              |                                 |                                 |    |  |                                 |                                 |
|  | Canada                          | 10                              |                                 |                                 |                                 |                                 |    |  |                                 |                                 |
|  | Canada                          | 10                              | États-Unis                      | 43                              |                                 |                                 |    |  |                                 |                                 |
|  | 17 mai 2015 - 11 h 34 UTC±00:00 | 17 mai 2015 - 11 h 34 UTC±00:00 | États-Unis                      | 43                              | Match pour la 3e place          | Match pour la 3e place          |    |  |                                 |                                 |
|  | 17 mai 2015 - 11 h 34 UTC±00:00 | 17 mai 2015 - 11 h 34 UTC±00:00 |                                 | Angleterre                      | Match pour la 3e place          | Match pour la 3e place          | 12 |  |                                 |                                 |
|  | Nouvelle-Zélande                | 17                              | 17 mai 2015 - 17 h 02 UTC±00:00 | 17 mai 2015 - 17 h 02 UTC±00:00 |                                 |                                 | 12 |  |                                 |                                 |
|  | Nouvelle-Zélande                | 17                              | 17 mai 2015 - 17 h 02 UTC±00:00 | 17 mai 2015 - 17 h 02 UTC±00:00 |                                 |                                 |    |  |                                 |                                 |
|  | Angleterre                      | 21                              |                                 | Fidji                           | 26                              |                                 |    |  |                                 |                                 |
|  | Angleterre                      | 21                              |                                 | Fidji                           | 26                              |                                 |    |  |                                 |                                 |
|  |                                 |                                 |                                 |                                 |                                 |                                 |    |  | Angleterre                      | 12                              |
|  |                                 |                                 |                                 |                                 |                                 |                                 |    |  | Angleterre                      | 12                              |

#### Bowl
|  | Quarts de finale                | Quarts de finale                |           |    | Demi-finales                    | Demi-finales                    |  |  | Finale                          | Finale                          |
|  | Quarts de finale                | Quarts de finale                |           |    | Demi-finales                    | Demi-finales                    |  |  | Finale                          | Finale                          |
|  |                                 |                                 |           |    |                                 |                                 |  |  |                                 |                                 |
|  | 17 mai 2015 - 9 h 00 UTC±00:00  | 17 mai 2015 - 9 h 00 UTC±00:00  |           |    | 17 mai 2015 - 12 h 50 UTC±00:00 | 17 mai 2015 - 12 h 50 UTC±00:00 |  |  | 17 mai 2015 - 16 h 02 UTC±00:00 | 17 mai 2015 - 16 h 02 UTC±00:00 |
|  | 17 mai 2015 - 9 h 00 UTC±00:00  | 17 mai 2015 - 9 h 00 UTC±00:00  |           |    | 17 mai 2015 - 12 h 50 UTC±00:00 | 17 mai 2015 - 12 h 50 UTC±00:00 |  |  | 17 mai 2015 - 16 h 02 UTC±00:00 | 17 mai 2015 - 16 h 02 UTC±00:00 |
|  | Samoa                           | 33                              |           |    | 17 mai 2015 - 12 h 50 UTC±00:00 | 17 mai 2015 - 12 h 50 UTC±00:00 |  |  | 17 mai 2015 - 16 h 02 UTC±00:00 | 17 mai 2015 - 16 h 02 UTC±00:00 |
|  | Samoa                           | 33                              |           |    | 17 mai 2015 - 12 h 50 UTC±00:00 | 17 mai 2015 - 12 h 50 UTC±00:00 |  |  | 17 mai 2015 - 16 h 02 UTC±00:00 | 17 mai 2015 - 16 h 02 UTC±00:00 |
|  | Portugal                        | 14                              |           |    | 17 mai 2015 - 12 h 50 UTC±00:00 | 17 mai 2015 - 12 h 50 UTC±00:00 |  |  | 17 mai 2015 - 16 h 02 UTC±00:00 | 17 mai 2015 - 16 h 02 UTC±00:00 |
|  | Portugal                        | 14                              | Samoa     | 7  |                                 |                                 |  |  | 17 mai 2015 - 16 h 02 UTC±00:00 | 17 mai 2015 - 16 h 02 UTC±00:00 |
|  | 17 mai 2015 - 9 h 22 UTC±00:00  |                                 | Samoa     | 7  |                                 |                                 |  |  | 17 mai 2015 - 16 h 02 UTC±00:00 | 17 mai 2015 - 16 h 02 UTC±00:00 |
|  |                                 | Kenya                           | 38        |    |                                 |                                 |  |  | 17 mai 2015 - 16 h 02 UTC±00:00 | 17 mai 2015 - 16 h 02 UTC±00:00 |
|  | Kenya                           | Kenya                           | 38        | 24 |                                 |                                 |  |  | 17 mai 2015 - 16 h 02 UTC±00:00 | 17 mai 2015 - 16 h 02 UTC±00:00 |
|  | Kenya                           |                                 |           | 24 |                                 |                                 |  |  | 17 mai 2015 - 16 h 02 UTC±00:00 | 17 mai 2015 - 16 h 02 UTC±00:00 |
|  | Japon                           | 12                              |           |    |                                 |                                 |  |  | 17 mai 2015 - 16 h 02 UTC±00:00 | 17 mai 2015 - 16 h 02 UTC±00:00 |
|  | Japon                           | 12                              | Kenya     | 26 |                                 |                                 |  |  |                                 |                                 |
|  | 17 mai 2015 - 9 h 44 UTC±00:00  |                                 | Kenya     | 26 |                                 |                                 |  |  |                                 |                                 |
|  |                                 | Argentine                       | 12        |    |                                 |                                 |  |  |                                 |                                 |
|  | France                          | Argentine                       | 12        | 14 |                                 |                                 |  |  |                                 |                                 |
|  | France                          | 17 mai 2015 - 13 h 12 UTC±00:00 |           | 14 |                                 |                                 |  |  |                                 |                                 |
|  | Argentine                       | 17                              |           |    |                                 |                                 |  |  |                                 |                                 |
|  | Argentine                       | 17                              | Argentine | 26 |                                 |                                 |  |  |                                 |                                 |
|  | 17 mai 2015 - 10 h 06 UTC±00:00 |                                 | Argentine | 26 |                                 |                                 |  |  |                                 |                                 |
|  |                                 | Pays de Galles                  | 14        |    |                                 |                                 |  |  |                                 |                                 |
|  | Pays de Galles                  | Pays de Galles                  | 14        | 29 |                                 |                                 |  |  |                                 |                                 |
|  | Pays de Galles                  |                                 |           | 29 |                                 |                                 |  |  |                                 |                                 |
|  | Brésil                          | 0                               |           |    |                                 |                                 |  |  |                                 |                                 |
|  | Brésil                          | 0                               |           |    |                                 |                                 |  |  |                                 |                                 |

### Matchs de classement

#### Plate
|  | Demi-finales                    | Demi-finales                    |                |    | Finale                          | Finale                          |
|  | Demi-finales                    | Demi-finales                    |                |    | Finale                          | Finale                          |
|  |                                 |                                 |                |    |                                 |                                 |
|  | 17 mai 2015 - 12 h 06 UTC±00:00 | 17 mai 2015 - 12 h 06 UTC±00:00 |                |    | 17 mai 2015 - 15 h 32 UTC±00:00 | 17 mai 2015 - 15 h 32 UTC±00:00 |
|  | 17 mai 2015 - 12 h 06 UTC±00:00 | 17 mai 2015 - 12 h 06 UTC±00:00 |                |    | 17 mai 2015 - 15 h 32 UTC±00:00 | 17 mai 2015 - 15 h 32 UTC±00:00 |
|  | Afrique du Sud                  | 31                              |                |    | 17 mai 2015 - 15 h 32 UTC±00:00 | 17 mai 2015 - 15 h 32 UTC±00:00 |
|  | Afrique du Sud                  | 31                              |                |    | 17 mai 2015 - 15 h 32 UTC±00:00 | 17 mai 2015 - 15 h 32 UTC±00:00 |
|  | Écosse                          | 7                               |                |    | 17 mai 2015 - 15 h 32 UTC±00:00 | 17 mai 2015 - 15 h 32 UTC±00:00 |
|  | Écosse                          | 7                               | Afrique du Sud | 14 |                                 |                                 |
|  | 17 mai 2015 - 12 h 28 UTC±00:00 |                                 | Afrique du Sud | 14 |                                 |                                 |
|  |                                 | Nouvelle-Zélande                | 26             |    |                                 |                                 |
|  | Canada                          | Nouvelle-Zélande                | 26             | 15 |                                 |                                 |
|  | Canada                          |                                 |                | 15 |                                 |                                 |
|  | Nouvelle-Zélande                | 33                              |                |    |                                 |                                 |
|  | Nouvelle-Zélande                | 33                              |                |    |                                 |                                 |

#### Shield
|  | Demi-finales                    | Demi-finales                    |       |    | Finale                          | Finale                          |
|  | Demi-finales                    | Demi-finales                    |       |    | Finale                          | Finale                          |
|  |                                 |                                 |       |    |                                 |                                 |
|  | 17 mai 2015 - 13 h 34 UTC±00:00 | 17 mai 2015 - 13 h 34 UTC±00:00 |       |    | 17 mai 2015 - 16 h 32 UTC±00:00 | 17 mai 2015 - 16 h 32 UTC±00:00 |
|  | 17 mai 2015 - 13 h 34 UTC±00:00 | 17 mai 2015 - 13 h 34 UTC±00:00 |       |    | 17 mai 2015 - 16 h 32 UTC±00:00 | 17 mai 2015 - 16 h 32 UTC±00:00 |
|  | Portugal                        | 21                              |       |    | 17 mai 2015 - 16 h 32 UTC±00:00 | 17 mai 2015 - 16 h 32 UTC±00:00 |
|  | Portugal                        | 21                              |       |    | 17 mai 2015 - 16 h 32 UTC±00:00 | 17 mai 2015 - 16 h 32 UTC±00:00 |
|  | Japon                           | 26                              |       |    | 17 mai 2015 - 16 h 32 UTC±00:00 | 17 mai 2015 - 16 h 32 UTC±00:00 |
|  | Japon                           | 26                              | Japon | 21 |                                 |                                 |
|  | 17 mai 2015 - 13 h 56 UTC±00:00 |                                 | Japon | 21 |                                 |                                 |
|  |                                 | France                          | 19    |    |                                 |                                 |
|  | France                          | France                          | 19    | 35 |                                 |                                 |
|  | France                          |                                 |       | 35 |                                 |                                 |
|  | Brésil                          | 12                              |       |    |                                 |                                 |
|  | Brésil                          | 12                              |       |    |                                 |                                 |

## Bilan
Statistiques sportives
- Meilleur marqueur du tournoi :
- Meilleur marqueur d'essais du tournoi : Billy Odhiambo ( Kenya), Madison Hughes ( États-Unis) et Rieko Ioane  ( Nouvelle-Zélande) avec 7 essais[6]

Affluences